# V Comandante Superior Aéreo
El V Comandante Superior Aéreo (Höherer Flieger-Kommandeur V) unidad militar de la Luftwaffe de la Alemania nazi.

## Historia
Formada el 1 de abril de 1935 en München. El 12 de octubre de 1937 como el 5° Comandante Superior Aéreo. El 1 de agosto de 1938 es redesignado a la 4° División Aérea.

## Comandantes
- Coronel Hellmuth Bieneck – (1 de octubre de 1936 – 1 de octubre de 1937)
- Mayor general Ludwig Wolff – (1 de octubre de 1937 – 1 de agosto de 1938)

## Bases
| 1 de abril de 1935 – 1 de agosto de 1938 | München |

## Subordinado
| Abril de 1935 – Febrero de 1938  | V Comando del Distrito Aéreo            |
| Febrero de 1938 – Agosto de 1938 | 3º Comando del Grupo de la Fuerza Aérea |